# ベルムード1世
ベルムード1世（Bermudo(またはVermudo) I de Asturias、750年頃 - 797年）は、アストゥリアス王（在位：789年 - 791年）。アルフォンソ1世の弟カンタブリア公フルエーラの子で、アウレリオの弟。
ベルムード1世は、イベリア半島諸王国の歴代王の中では、現スペイン国王フェリペ6世の最も遠い先祖となる。

## 生涯
ベルムードは父フルエーラによって聖職者となることを決められた。マウレガートの死後、貴族たちによって後継の王に選ばれた。彼の在位中、アラバとガリシアはイスラム教徒の襲撃に苦しんだ。ブルビア川の戦いでヒシャーム1世の軍に打ち負かされたあと、791年に王座を退き、元の聖職者に戻った。退位後はアルフォンソ2世の宮廷で暮らした。
ベルムード1世は797年に死んだが、寛大で賢明な王として歴史に名を残した。
ベルムード1世は、オビエド大聖堂に埋葬されたという説と、サン・フアン・デ・コリアス修道院に埋葬されたという説がある。年代記作家アンブロシオ・デ・モラレスによれば、ベルムード1世は妻や娘とともにシエラの礼拝堂に埋葬され、アルフォンソ7世の時代にサン・フアン・デ・コリアス修道院に埋葬されたという。

## 子女
ガリシアの富豪の娘ウセンダと結婚し、のちのラミロ1世を含む4子をもうけた。